# Epatocita

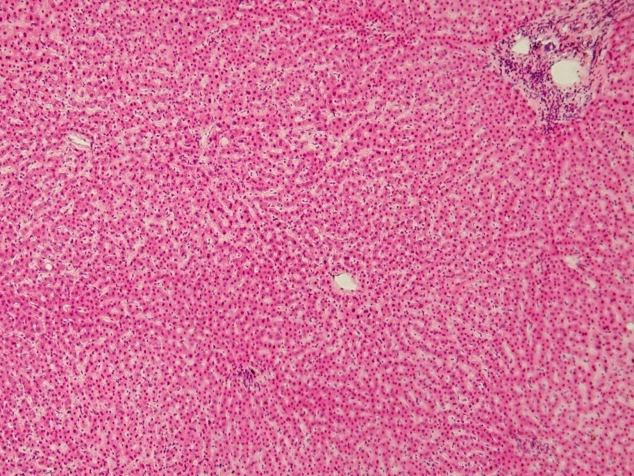
Tessuto epatico umano

Gli epatociti sono le cellule del fegato. Spesso poliploidi, o binucleati, presentano citoplasma eosinofilo (per i tanti mitocondri), una grande quantità di reticolo endoplasmatico liscio e rugoso, golgi multipli, molti perossisomi. L'imponente dotazione di organelli riflette la miriade di funzioni cui il fegato, e dunque l'epatocito, fa fronte (se non esplicito, il luogo ove il processo avviene è il citosol):
- metabolismo dei lipidi. Ossidazione dei trigliceridi per la produzione di energia (perossisomi e mitocondri), sintesi di colesterolo e fosfolipidi (reticolo liscio), conversione dei glicidi e delle proteine in acidi grassi e trigliceridi;
- metabolismo dei carboidrati. Regolazione della glicemia tramite la glicogenosintesi, la glicogenolisi, la glicolisi, e la gluconeogenesi;
- metabolismo delle proteine. Sintesi degli aminoacidi non essenziali, deaminazione degli aminoacidi e produzione d'urea (citosol, tranne una tappa che avviene nei mitocondri), sintesi di proteine plasmatiche come il fattore VIII della coagulazione e l'albumina (reticolo endoplasmico rugoso, golgi);
- detossificazione di tossine come l'etanolo (nel citosol tramite l'alcol deidrogenasi, ma anche nei perossisomi), e molti farmaci (reticolo liscio grazie al citocromo P450), che possono essere resi solubili dall'attacco di gruppi ossidrile e poi venire eliminati con l'urina, o con la bile;
- produzione di bile, riversata nel duodeno per emulsionare i trigliceridi e quindi assorbirli (questa è l'unica funzione digestiva del fegato).
- deposito di glicogeno, trigliceridi, acidi grassi, colesterolo, fosfolipidi, vitamine liposolubili e idrosolubili, ferro, rame e altri sali minerali.
- immunitaria, grazie alle cellule di Kupffer (macrofagi), che tramite fagocitosi eliminano microrganismi patogeni, e cellule ematiche invecchiate.

## Lobuli epatici

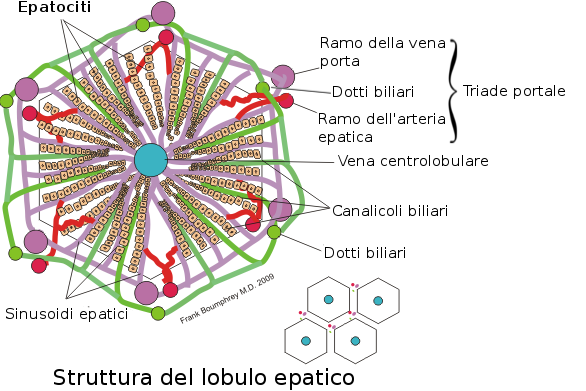
Rappresentazione di un lobulo epatico

Cordoni epiteliali di epatociti formano il lobulo epatico, l'unità morfologica più semplice del fegato. È un'area di forma grossolanamente poligonale delimitata esternamente dalle triadi portali (venula terminale portale, arteriola da arteria epatica, dotto biliare, vaso linfatico) e in mezzo dalla vena centrolobulare, che drenerà poi nelle vene epatiche. La venula e l'arteriola fondono il sangue che trasportano a livello dei sinusoidi, disposti a raggiera dalla vena centrolobulare. Essi sono capillari fenestrati delimitati da almeno tre tipi di cellule:
- cellule di Kupffer, che provvedono alla emocateresi, i cui prodotti sono passati agli epatociti che li scaricano nella bile; queste cellule,soltanto in un secondo momento acquistano la loro identità perché derivano da precursori midollari[1]
- cellule di ITO, che hanno un ruolo cruciale nel rimpiazzo degli epatociti che in caso di infezioni (epatite) o di intossicazione (ad esempio, per intossicazione alcolica) muoiono. Esse infatti producono Hepatocyte Grow Factor, HGF, che agisce su un recettore tirosin chinasico espresso dagli epatociti, e li induce alla proliferazione. In caso di grave danno, inoltre, si trasformano in miofibroblasti provocando la cirrosi. In condizioni fisiologiche, invece, secernono la scarsissima matrice dello spazio di Disse (vedi oltre) e immagazzinano vitamina A in gocce lipidiche;
- cellule endoteliali.Struttura base di un lobulo epatico

Struttura base di un lobulo epatico

Tra le cellule endoteliali e gli epatociti si individua lo spazio del Disse, bagnato dal plasma che fuoriesce dai sinusoidi. Per aumentare ulteriormente la superficie di scambio, gli epatociti hanno molti microvilli. Lo spazio del Disse si allarga alla periferia del lobulo nello spazio di Mall, da dove poi il liquido interstiziale si scarica nei dotti linfatici delle triadi portali. C'è uno spazio del Disse sopra e sotto ogni epatocito. A lato, invece, si scarica la bile, che drena dapprima nei canalicoli biliari, posti fra due epatociti e divisi dal sinusoide tramite giunzioni occludenti; poi, nello spazio periportale, in duttuli biliari ricoperti di colangiociti; dunque nei dotti biliari interlobulari, fino al dotto coledoco.